# 貝瑞塔9000半自動手槍
貝瑞塔9000是一款由意大利槍械製造商貝瑞塔在2002年研製及生產的現代化緊湊型尺寸系列半自動手槍。它主要用於民用自衛。發射9×19毫米、9×21毫米IMI和.40 S&W這三種口徑的手枪子彈。

## 概述
貝瑞塔9000手槍採用了高分子聚合物握把、底把及套筒座的設計，保留了傳統型開放式頂部與採用現代化材料的套筒造型。貝瑞塔9000也是貝瑞塔首把使用工程塑料製造底把的武器，以減少總重量。該手槍發射9×19毫米或是.40 S&W口徑手枪子彈，按照其口徑可以裝填10或12發容量的彈匣。它亦可裝上適配器，讓其使用容彈量更高的貝瑞塔92手槍系列彈匣，但亦比較罕見。一些彈匣上都配有可調節的指支托板，大型手掌使用時可以伸出，而小型手掌使用時可以縮小。武器以上裝有固定的瞄準具，不過如有需要的話亦可以改為夜間瞄準具。
貝瑞塔9000有不少證據證明，由於它作為武器的火力強大，性能可靠，加上重量較輕和價格便宜，都提升了其競爭力，並且在立即推出後得到了一段短暫的流行，特別是在民用市場和意大利的保安公司方面。然而，因為它的尺寸在與市場上其他武器的替代品的比較仍然相當顯著，例如長度已經縮短，但卻過厚，特別是在握把，導致全槍平衡性差。其市場交易量迅速下降，出現了商業上的失敗，導致貝瑞塔在2006年決定停止生產。

## 衍生型
有兩種口徑的貝瑞塔9000S總共有4個衍生型，每個口徑都有兩個型號的種類。例如，9000S D型9×19毫米口徑有時又被簡稱為9000S D9，而F型.40 S&W口徑則是9000S F40。

### 口徑
9000系列具有9×19毫米和.40 S&W口徑，並且分為F型或D型型號。

#### F型型號
與其他貝瑞塔手槍一樣，F型型號具有單／雙動操作扳機、外置式擊錘、擊針保險、位於套筒而且兩手皆可靈巧操作的手動安全／待擊解脫桿。

#### D型型號
D型型號是純雙動操作扳機（英語：Double action only，簡稱：DAO）型號，因而使用內置式擊錘和沒有手動安全／待擊解脫桿。

## 流行文化

### 電影
- 2002年—：由約翰·安德頓（John Anderton，飾演）、拉馬‧伯吉斯（Lamar Burgess，麥斯·馮·西度飾演）和莉莎（Lisa，凱瑟琳·莫里斯飾演）所使用[1]。

## 圖集

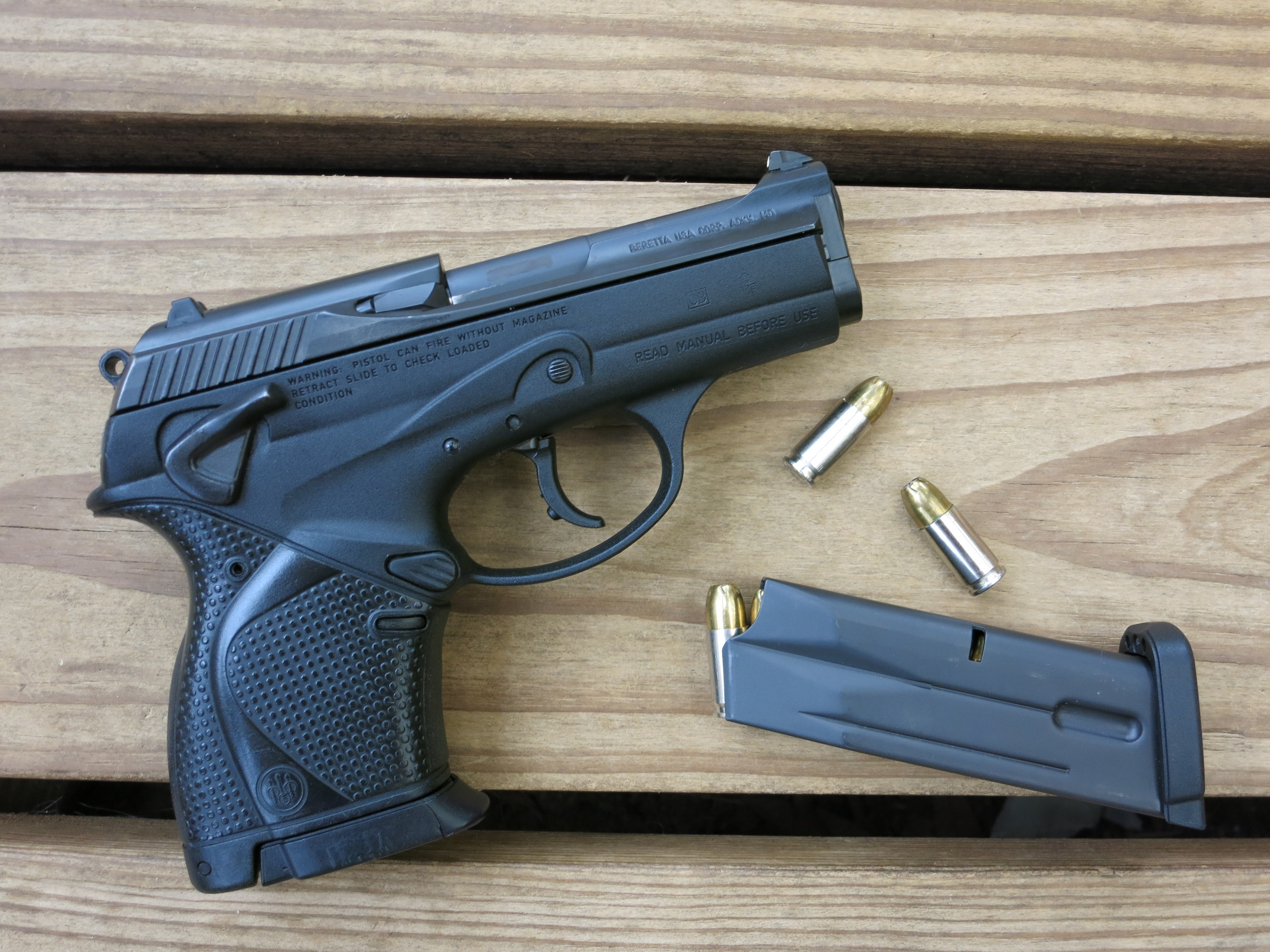
貝瑞塔9000S 9毫米手槍
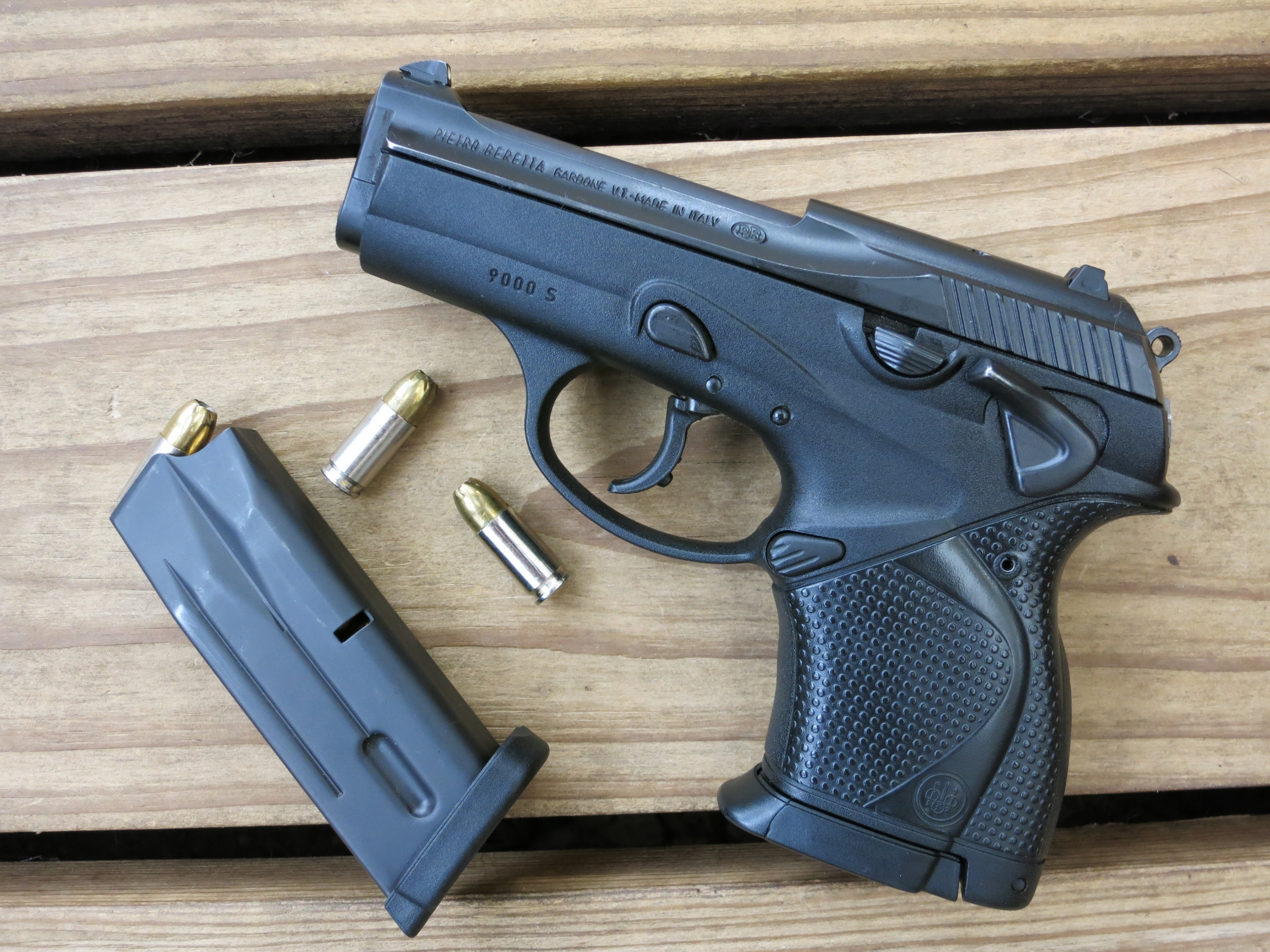
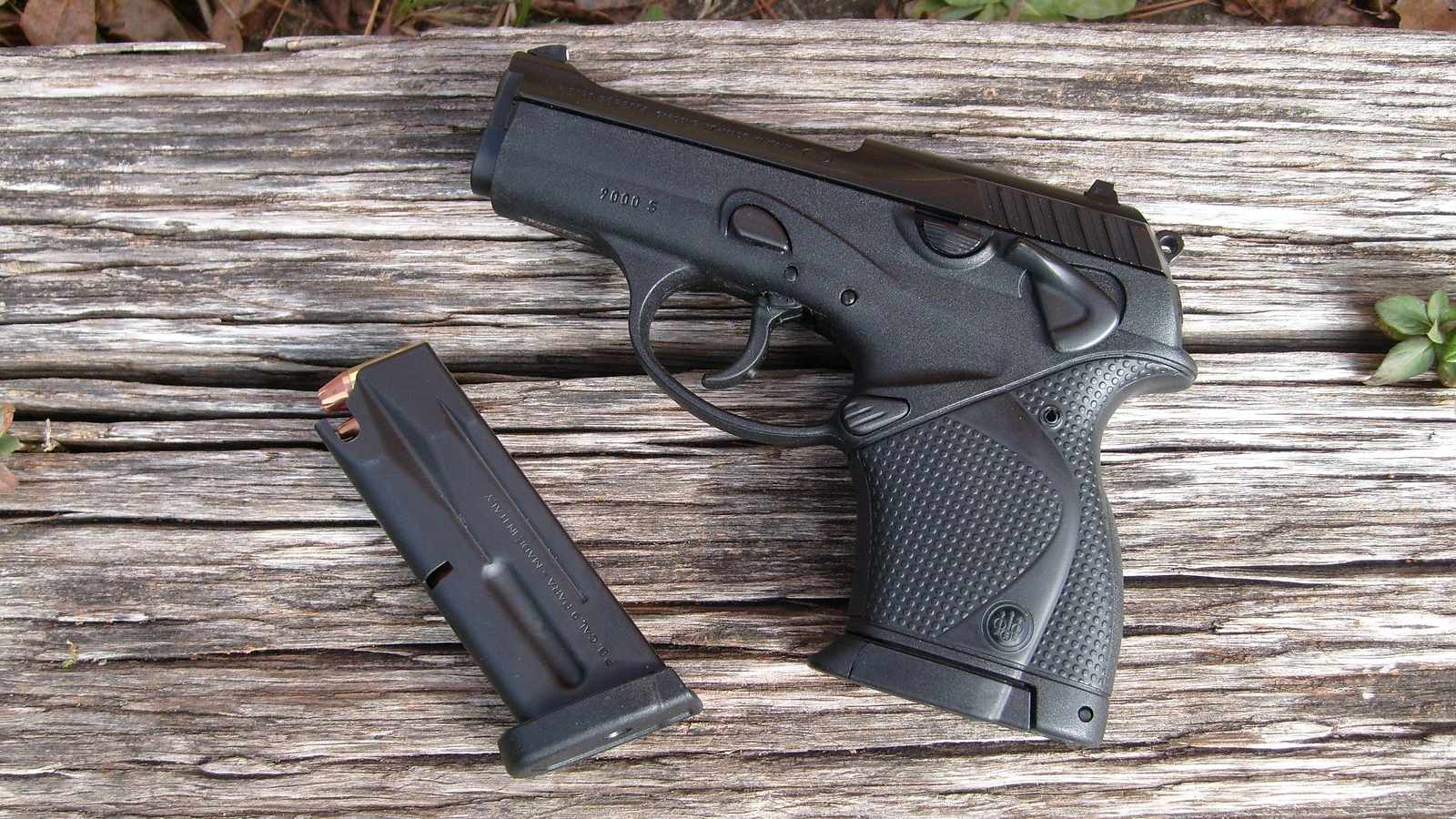

## 外部連結
- （英文）—貝瑞塔網站—Beretta 9000 （页面存档备份，存于）
- （英文）—Modern Firearms—Beretta 9000S （页面存档备份，存于）
- （英文）—Weapon.ge—Beretta 9000[]
- （俄文）—Энциклопедия Вооружений－Беретта 9000 С (Beretta 9000 S) （页面存档备份，存于）